# Citosol

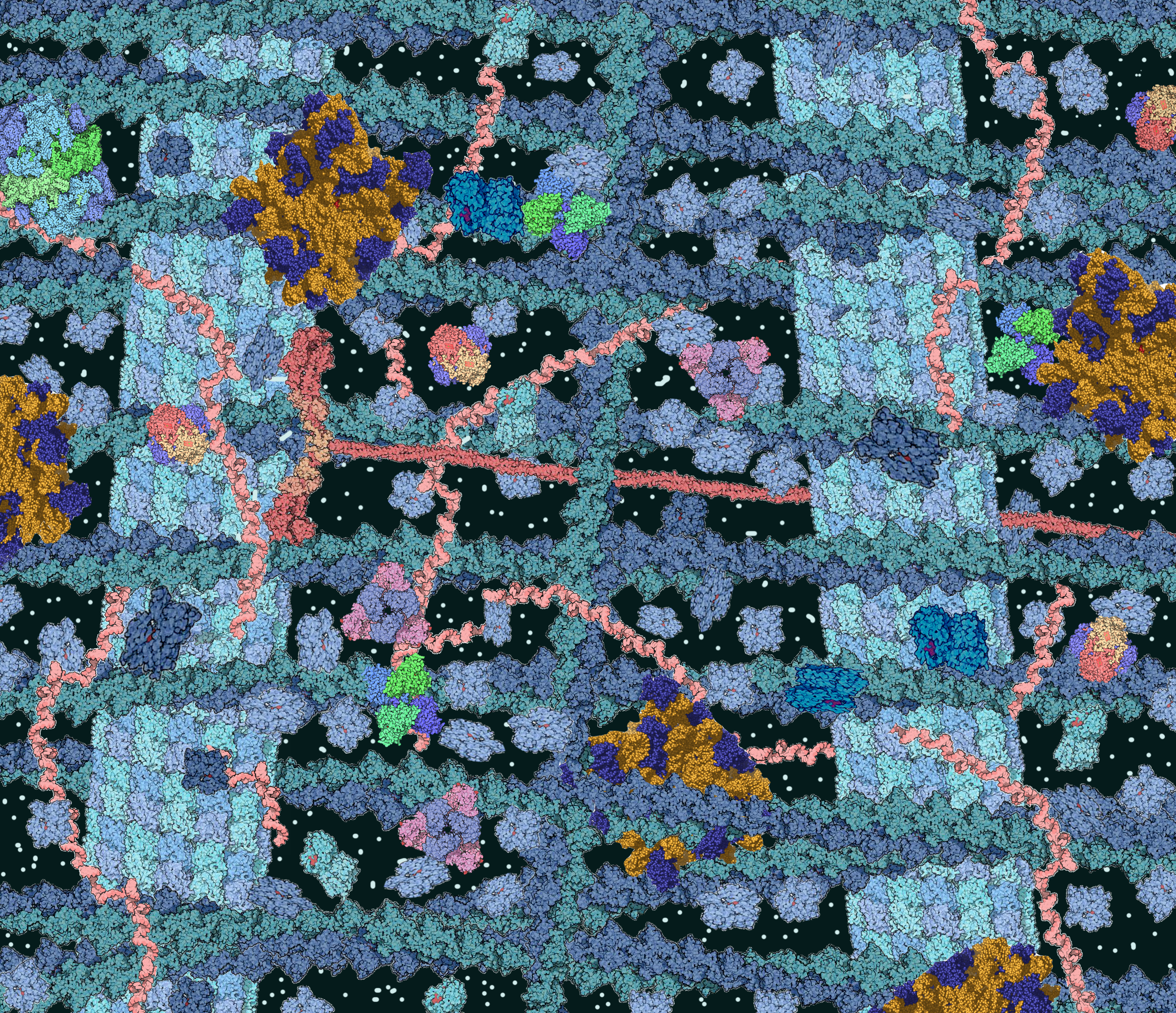
El citosol es una solución saturada de diferentes tipos de moléculas, que ocupa la mayor parte del volumen de las células.

El citosol, hialoplasma o matriz citoplasmática es el líquido que se localiza dentro de las células; constituye la mayoría del fluido intracelular y está separado por membranas en distintos compartimentos. Por ejemplo, la matriz mitocondrial separa la mitocondria en varios apartados.
En las células eucariotas, el citosol se encuentra dentro de la membrana celular y está incluido en el citoplasma, citoplasma que también abarca la mitocondria, plastidios, y otros orgánulos. El citosol no abarca los fluidos internos ni estructuras de los orgánulos; el núcleo celular es independiente. El citosol, es entonces, un líquido de matriz alrededor de los orgánulos. En procariotas, la mayoría de las reacciones químicas del metabolismo toman lugar en el citosol, mientras algunas otras ocurren en las membranas o en el espacio periplásmico. En eucariotas, si bien numerosas rutas metabólicas aún ocurren en el citosol, otras son contenidas dentro de los orgánulos.
El citosol es una mezcla compleja de sustancias disueltas en agua. A pesar de que el agua forma la mayor parte del citosol, su estructura y propiedades dentro de las células no es bien comprendida aún. La concentración de iones como el sodio y potasio es diferente en el citosol que en el fluido extracelular; estas diferencias en los niveles iónicos son importantes en procesos como la regulación osmótica, señalización de células y la generación de potenciales de acción en células excitables como las células endocrinas, nerviosas y musculares. El citosol, también contiene grandes cantidades de macromoléculas, las cuales pueden alterar el comportamiento de las moléculas a través de la aglomeración macromolecular.
A pesar de que alguna vez se llegó a pensar que el citosol era una solución simple de moléculas, este tiene múltiples niveles de organización. Dichos niveles incluyen gradientes de concentración de moléculas de pequeño tamaño, tales como el calcio, complejos enzimáticos de gran tamaño los cuales en conjunto llevan a cabo las rutas metabólicas, y complejos proteicos, tales como los proteosomas y carboxisomas, los cuales delimitan y separan las partes del citosol.

## Definición
El término citosol fue introducido por primera vez en 1965 por H.A. Lardy, inicialmente hacia referencia al líquido producido por el rompimiento de las células y la granulación de todos componentes insolubles por medio de ultracentrifugación. Tal extracto celular soluble no es idéntico a la parte soluble del citoplasma celular y generalmente se le denomina fracción citoplásmica. El término citosol actualmente se utiliza para referirse a la fase líquida del citoplasma en una célula intacta. Esto excluye cualquier parte del citoplasma que está contenido en los orgánulos. Debido a la posible confusión entre el uso de la palabra «citosol» para referirse a ambos extractos de las células, la frase «citoplasma acuoso» se ha utilizado para describir el contenido líquido del citoplasma en las células vivas.

## Propiedades y composición
La proporción del volumen celular que es citosol varía: por ejemplo, mientras este compartimento forma la mayor parte de la estructura celular en bacterias, en células vegetales el compartimento principal es la gran vacuola central. El citosol se compone principalmente de agua, iones disueltos, moléculas pequeñas y una gran cantidad de moléculas solubles en agua (como proteínas). La mayoría de estas moléculas no proteicas tienen una masa molecular menor a 300 Da. Esta mezcla de moléculas pequeñas es extraordinariamente compleja, como la mayoría de las involucradas en el metabolismo (metabolitos). Por ejemplo, más de 200,000 diferentes moléculas pequeñas pueden ser producidas en las plantas, aun cuando no todas estarán presentes en las mismas especies, o en una única célula. Las estimaciones del número de metabolitos producidos en células individuales como E. coli y levaduras del pan predicen que son poco menos de 1,000.

### Agua
La mayor parte del citosol  representa aproximadamente un 70 % del volumen total de una célula típica. El pH del fluido intracelular es 7.4. mientras que el pH citosólico de los seres humanos fluctúa entre 7.0-7.4, y tiende a ser mayor si una célula se encuentra en desarrollo. La viscosidad del citoplasma es similar al agua pura, a pesar de que la difusión de moléculas pequeñas a través de este líquido es aproximadamente cuatro veces más lenta que la del agua pura, debido principalmente a colisiones con la gran cantidad de macromoléculas dentro del citosol.  Estudios en crustáceos denominados Artemias han demostrado como el agua afecta las funciones celulares; se observó que una reducción del 20 % en la cantidad de agua dentro de la célula inhibe el metabolismo,  la actividad metabólica va disminuyendo conforme la célula pierde agua y se detiene al perder un 70 % del nivel normal.
A pesar de que el agua es esencial para la vida, la estructura del agua en el citosol no ha sido comprendida satisfactoriamente, esto se debe principalmente a que métodos tales como la espectroscopia de resonancia magnética nuclear solo proveen información sobre la estructura convencional del agua y no pueden medir variaciones locales a una escala microscópica. Inclusive la estructura del agua pura ha sido poco comprendida, debido a la capacidad que tiene el agua de formar estructuras tales como acumulaciónes debido a puentes de hidrógeno.
El punto de vista clásico con respecto al agua en las células implica que el 5 % del agua que en ellas se contiene, está unida fuertemente por solutos o macromoléculas de agua de solvatación, mientras que la mayoría tiene la misma estructura que el agua pura. Esta agua de solvatación no está activa en la ósmosis y puede tener diferentes propiedades disolventes, o que algunas moléculas disueltas sean excluidas, mientras otras se concentren. Sin embargo, otros argumentan que los efectos de las altas concentraciones de macromoléculas en las células se extienden por todo el citosol y provoca que el agua en las células se comporte de manera diferente que la de soluciones diluidas. Estas ideas incluyen proposiciones acerca de que las células tienen zonas de baja y alta concentración de agua, las cuales pueden tener efectos generalizados en las estructuras y funciones de otras partes de la célula. No obstante, el uso de avanzados métodos de resonancia nuclear magnética para la medición directa de la movilidad del agua en células vivas contradice la idea anterior, pues sugiere que 85 % del agua de la célula actúa como el agua pura, mientras el resto es menos móvil y esta ligada a las macromoléculas.

### Iones
La concentraciones de otros iones en el citosol son muy diferentes a las del líquido extracelular, además el citosol tiene más altas concentraciones de macromoléculas cargadas como proteínas y ácidos nucleicos que el exterior de la estructura celular.
| Ion                      | Concentración en citosol (milimolar) | Concentración en sangre (milimolar) |
| ------------------------ | ------------------------------------ | ----------------------------------- |
| Potasio                  | 139                                  | 4                                   |
| Sodio                    | 12                                   | 145                                 |
| Cloruro                  | 4                                    | 116                                 |
| Bicarbonato              | 12                                   | 29                                  |
| Aminoácidos en proteínas | 138                                  | 9                                   |
| Magnesio                 | 0.8                                  | 1.5                                 |
| Calcio                   | < 0.0002                             | 1.8                                 |

En contraste, al líquido extracelular, el citosol tiene una mayor concentración de iones de potasio y una menor concentración de iones de sodio.  Esta diferencia en la concentración de iones es crítica para la regulación osmótica, ya que si los niveles de iones fueran iguales dentro y fuera de la célula, el agua entraría de manera continua por medio de ósmosis, debido a que los niveles de macromoléculas dentro de la célula serían más altos que los niveles del exterior. En cambio, los iones de sodio son expulsados y los iones de potasio tomados por la Na⁺/K⁺-ATPasa, y bajan su gradiente de concentración por medio de los canales iónicos de selección de potasio. La pérdida de carga positiva crea un potencial de membrana negativo. Para balancear esta diferencia de potencial, iones negativos de cloruro salen también de las células a través de los canales selectivos de cloruro. La pérdida de iones de sodio y cloruro compensa el efecto osmótico provocado por la alta concentración de moléculas orgánicas dentro de la célula.
Las células pueden soportar cambios osmóticos aún más considerables, por medio de la acumulación de protectores osmóticos como betaína o trehalosa en el citosol. Algunas de estas moléculas permiten la supervivencia de las células cuando se encuentran totalmente secas y le posibilitan entrar en un estado de animación suspendida llamado criptobiosis. En este caso, el citosol y los protectores osmóticos se comportan como un vidrio sólido que ayuda a la estabilización de proteínas y membranas celulares de los efectos dañinos de las desecación.
La baja concentración de calcio en el citosol permite que los iones de calcio funcionen como un mensajero secundario en la señalización del calcio. En este caso, una señal como el de una hormona o un potencial de acción abre los canales de calcio de modo que provoca inundaciones de calcio en el citosol. Este aumento repentino de calcio citosólico activa otras moléculas de señalización, como la calmodulina y la proteína quinasa C. Otros iones como el cloruro y potasio también pueden tener funciones de señalización en el citosol, pero aún no son bien comprendidas.

### Macromoléculas
Las moléculas de proteínas que no se unen a la membrana celular o al citoesqueleto se encuentran disueltas en el citosol. La cantidad de proteína en las células es extremadamente grande, alcanza 200 mg/ml, ocupando aproximadamente de 20-30 % del volumen del citosol. No obstante, medir de manera precisa la cantidad de proteína que se encuentra en el citosol de las células intactas es complicado, debido a que, algunas proteínas parecen estar asociadas débilmente con las membranas o los orgánulos y se desprenden tras la lisis celular. De hecho, en experimentos donde la membrana de plasmática de las células se rompió de manera cuidadosa utilizando saponina, sin dañar las otras membranas celulares, solo alrededor de un cuarto de proteína fue liberado. Estas células también son capaces de sintetizar proteínas si se les administra ATP y aminoácidos, lo que implica que varias de las enzimas en el citosol están unidas al citoesqueleto. Sin embargo, la idea de que la mayoría de las proteínas en las células están fuertemente unidas a un red llamada celosía microtrabecular, se cree poco probable.
En procariotas el citosol contiene el genoma de la célula, dentro de una estructura conocida como nucleoide. Es una masa irregular de ADN y está asociada con proteínas que controlan la transcripción y la replicación de cromosomas bacterianos y plásmidos. En eucariotas el genoma está contenido dentro del núcleo celular, el cual se encuentra separado del citosol por poros nucleares que bloquean la difusión libre de cualquier molécula mayor a 10 nanómetros de diámetro.
Esta alta concentración de macromoléculas en el citosol provoca un efecto llamado aglomeración macromolecular, es cuando aumenta la concentración eficaz de otras macromoléculas, debido a que, tienen menor volumen para moverse. Este efecto de aglomeración puede producir grandes cambios tanto en las tasas y la posición del equilibrio químico en las reacciones del citosol. Es particularmente importante en su capacidad para alterar las constantes de disociación, favoreciendo la asociación de macromoléculas, como cuando múltiples proteínas se unen para formar complejos de proteínas, o cuando las proteínas de unión al ADN se unen a sus objetivos en el genoma.
fin

## Organización
Aunque los componentes del citosol no estén separados en regiones por membranas celulares, estos no siempre se encuentran mezclados al azar y varios niveles de organización pueden localizar moléculas específicas para definir sitios dentro del citosol.

### Gradientes de concentración
Aun cuando las moléculas pequeñas se difunden de manera rápida en el citosol, se siguen produciendo gradientes de concentración dentro de este compartimento. Un ejemplo bien estudiado de esto, son las «chispas de calcio» que se producen por un corto periodo en la región alrededor de un canal abierto de calcio. Estos son aproximadamente de 2 micrómetros de diámetro y duran únicamente por algunos milisegundos, varias chispas pueden fusionarse para formar gradientes más grandes, conocidos como «olas de calcio». Los gradientes de concentración de otras moléculas pequeñas, como el oxígeno y la adenosina trifosfato (ATP) pueden ser producidos en las células alrededor de los complejos de las mitocondrias, aunque estos son menos conocidos.

### Complejos de proteínas
Las proteínas pueden asociarse para formar complejos de proteínas que a menudo contienen una serie de proteínas con funciones similares, como las enzimas que llevan a cabo varios pasos en la misma vía metabólica. Esta organización puede permitir la canalización de sustratos, que es cuando el producto de una enzima se pasa directamente a la siguiente enzima en una vía, sin ser liberado en la solución. La canalización puede hacer una vía más rápida y eficiente de como sería si las enzimas fueran distribuidas al azar en el citosol, y también puede evitar la liberación de intermediarios de reaccines inestables. A pesar de que una amplia variedad de vías metabólicas implican enzimas que están estrechamente vinculadas la una a la otra, otras pueden implicar más estrechamente complejos asociados que son muy difíciles de estudiar fuera de la célula. En consecuencia, la importancia de estos complejos para el metabolismo, sigue sin estar clara.

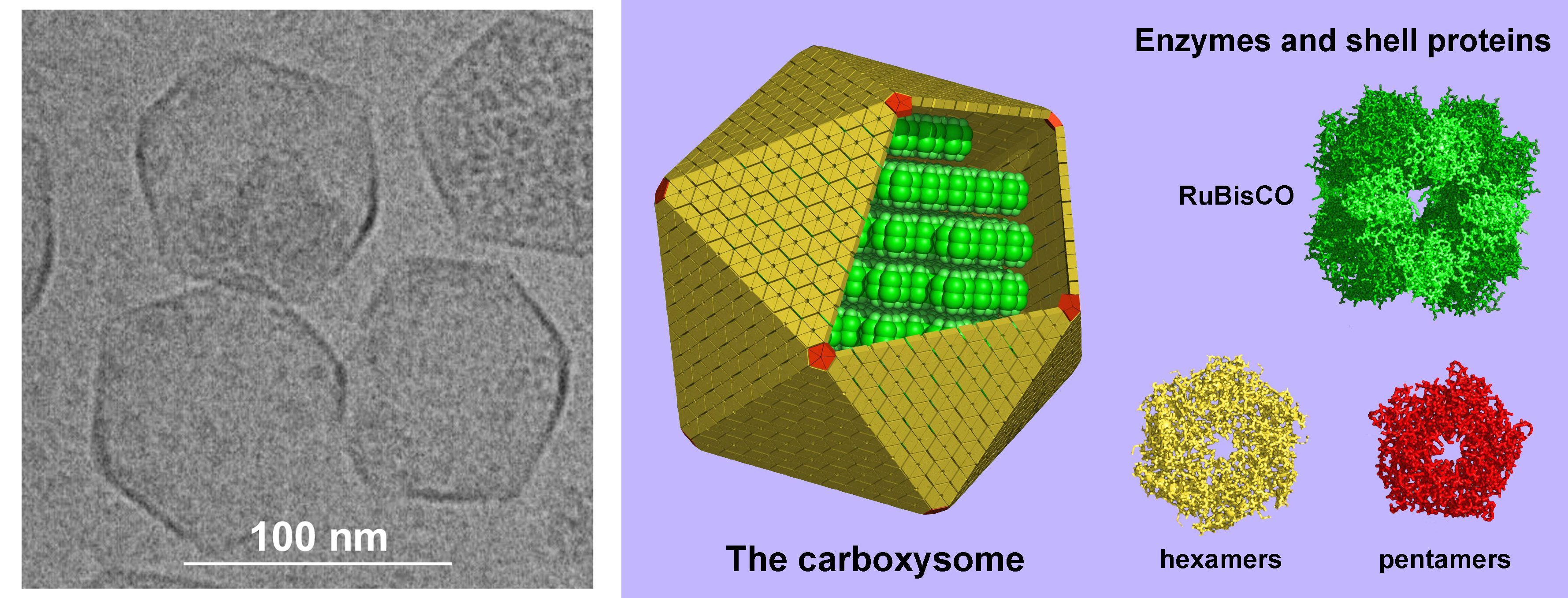
Los carboxiomas son proteínas englobadas en microcompartimentos bacterianos dentro del citosol. A la izquierda, se tiene una imagen de carbioxomas, tomada con un microscopio electrónico, y a la derecha, un modelo de su estructura.

### Compartimentos de proteínas
Algunos complejos de proteínas tienen una gran cavidad central que está aislada del resto del citosol. Un ejemplo de tal compartimento cerrado es el proteasoma. Aquí, un conjunto de subunidades forman un cuerpo hueco que contiene proteasas, las cuales degradan proteínas citosólicas. Dado que estos serían perjudiciales si se mezclan libremente con el resto del citosol, el barril está limitado por un conjunto de proteínas reguladoras que reconocen proteínas con una señal que los dirige a la degradación (una etiqueta de ubiquitina) y se alimentan a la cavidad proteolítica.
Otra gran clase de compartimentos de proteínas son los microcompartimentos bacterianos, los cuales están hechos de un revestimiento de proteína que encapsula varias enzimas. Normalmente estos compartimentos son aproximadamente de 100−200 nanómetros y están hechos de proteínas entrelazadas. Un ejemplo de esto es el carboxioma, que contiene enzimas involucradas en la fijación de carbono como el RuBisCO.

### Tamizado del citoesqueleto
Aun cuando el citoesqueleto no es parte del citosol, la presencia de esta red de filamentos restringe la difusión de partículas grandes en la célula. Por ejemplo, en estudios de seguimiento varias partículas mayores a aproximadamente 25 nanómetros (aproximadamente del tamaño de un ribosoma) son excluidas de partes del citosol alrededor de los bordes y próximas al núcleo. Estos «compartimentos de exclusión» pueden contener una malla de fibras de actina mucho más densa que la del resto del citosol. Estos microdominios podrían influir en la distribución de grandes estructuras tales como ribosomas y orgánulos dentro del citosol, al excluirlos de algunas áreas y concentrarlos en otros.

## Función
El citosol no tiene una función única, al contrario, es un sitio de múltiples procesos celulares. Lo ejemplos de estos procesos incluyen la transducción de señales desde la membrana celular hacia sitios dentro de la célula, como el núcleo celular, o los orgánulos. Este compartimento es también el sitio de muchos de los procesos de la citocinesis, después de la ruptura de la envoltura nuclear en la mitosis. Otra función importante del citosol es transportar metabolitos de su lugar de producción al lugar donde se utilizan. Esto es relativamente simple para moléculas solubles en agua, tales como aminoácidos, que pueden difundirse rápidamente a través del citosol. Sin embargo, las moléculas hidrófobicas, tales como ácidos grasos y esteroles, pueden ser transportados a través del citosol por las proteínas de unión específica, las cuales lanzan estas moléculas entre las membranas celulares. Las moléculas que se encuentran dentro de la célula por medio de endocitosis o en su manera de ser secretadas también puede ser transportadas a través del citosol dentro de vesículas, que son pequeñas esferas de lípidos que se mueven a lo largo del citoesqueleto con ayuda de proteínas motoras.
El citosol es el sitio de más metabolismo en procariotas, y una gran proporción del metabolismo de las eucariotas. Por ejemplo, en los mamíferos aproximadamente la mitad de las proteínas en la célula están localizados en el citosol. La información más completa está disponible en levaduras, donde las reconstrucciones metabólicas indican que la mayoría de los procesos metabólicos y metabolitos se producen en el citosol. Las principales vías metabólicas de los animales que se producen en el citosol son la biosíntesis de proteínas, la vía de las pentosas fosfato, la glucólisis y la gluconeogénesis. La localización de las vías puede ser diferente en otros organismos, por ejemplo, la síntesis de ácidos grasos en las plantas, ocurren en los cloroplastos y en los apicoplastos en apicomplexa.